# Sembojo
Sembojo is een bestuurslaag in het regentschap Batang van de provincie Midden-Java, Indonesië. Sembojo telt 1216 inwoners (volkstelling 2010).